# Бондра, Петер
Пе́тер Бо́ндра (словац. Peter Bondra; 7 февраля 1968, Баковцы, Луцкий район, Украинская ССР, СССР) — словацкий хоккеист, правый нападающий. Чемпион мира 2002 года. Бо́льшую часть карьеры провёл в клубе НХЛ «Вашингтон Кэпиталз» — с 1990 по 2004 год. Сыграл в НХЛ более 1000 матчей и забросил более 500 шайб. Завершил карьеру 29 октября 2007 года. В период с 2007-го по 2011 год работал генеральным менеджером сборной Словакии.

## Биография и семья
Родился 7 февраля 1968 года по одним данным в селе Баковцы Волынской области Украинской ССР, по другим — в Луцке в семье украинца и польки. Когда Бондре было два года, его отец вернулся с семьёй обратно в Чехословакию из Луцка, куда он переехал в 1947 году для того, чтобы найти лучшую работу. В 1982 году отец умер, поэтому Петера и его старших братьев, Владимира и Юрая, воспитывала их мать Надежда. Он все ещё был советским гражданином, когда прибыл в США, а затем получил словацкий паспорт и гражданство в 1993 году. В настоящее время Бондра и его жена Люба, а также их дочь Петра и двое сыновей, Дэвид и Ник, проживают в Рива, штат Мэриленд. Его сын Дэвид в это время играет за хоккейный клуб «Попрад», в Словакии. Его второй сын Ник играет в «Метро Мейпл Лифс U18 AA». В настоящее время Бондра является помощником главного тренера в команде «Вашингтон Дж. Националс» в молодёжной лиге Junior B.

## Игровая карьера

### Клубная карьера
На драфте НХЛ 1990 года Бондра был выбран в 8 раунде под общим 156-м номером клубом «Вашингтон Кэпиталз». До прихода в «Кэпиталз» он играл за «Кошице» в чемпионате Чехословакии в течение четырёх сезонов. В «Вашингтоне» Бондра стал одним из успешных снайперов 1990-х годов. Из-за языкового барьера, он подружился с игроком украинского происхождения Дмитрием Христичем, который как и он говорил на русском и украинском языках. В сезоне 1997-98 его результативная игра позволила «Вашингтону» выйти в Финал Кубка Стэнли, где уступили «Детройту». В сезоне 2003—2004 Бондра, проводящий за «Кэпиталс» 14-й сезон, попал под чистку зарплаты клубом, в результате которой были обменяны ветераны команды. Бондра был отдан «Оттаве» в обмен на Брукса Лайка и выбор во 2-м раунде драфта. На пресс-конференции, этот обмен стал особенно тяжёлым для Бондры[уточнить]. Сыграл в 23 играх и забросил 5 шайб.
За 14 лет в «Кэпиталз» Бондра забросил 472 шайбы и отдал 353 передачи в 961-й игре. Он установил рекорды «Вашингтон Кэпиталз» по таким показателям как: заброшенные шайбы (472), очки (825), победные голы (73), шайб в меньшинстве (32) и хет-трики (19). С «Вашингтоном» он играл в пяти матчах всех звёзд (1993, 1996, 1997, 1998, 1999). В 1997 и 1999 годах Бондра выигрывал конкурс на скорость в матче всех звёзд. В сезонах 1994-95 и 1997-98 Бондра стал лучшим снайпером НХЛ. В 2004 году «Кэпиталз» провели голосование среди болельщиков в честь 30-го сезона команды в НХЛ, чтобы определить 30 лучших игроков в истории клуба. Бондра занял второе место с 2018 голосами. Победитель, Олаф Кёльциг, опередил его лишь на 20 голосов.
Сезон 2004—2005 в НХЛ был отменён из-за локаута, поэтому Бондра сыграл несколько игр за ХК «Попрад» в Словацкой экстралиге. Перед сезоном 2005—2006 Бондра ведёт переговоры, чтобы вернуться в «Кэпиталз». Но, в конце концов, он с подписал контракт с «Атлантой Трэшерз».
10 декабря 2006 года Бондра подписал годичный контракт с «Чикаго Блэкхокс». 22 декабря 2006 года он забил свой пятисотый гол в НХЛ, поучаствовав в победе «Чикаго» над «Торонто Мейпл Лифс» — 3:1. Бондра стал 37-м игроком в истории лиги, который забросил 500 шайб и четвёртым игроком, который записал свой пятисотый гол в свитере «Чикаго Блэкхокс» (ранее это сделали Бобби Халл, Стэн Микита и Мишель Гуле).
29 октября 2007 года Бондра объявил о своём уходе из профессионального хоккея в возрасте 39 лет.

### Карьера в сборной
Бондра имеет большой опыт выступления за сборную Словакии. Он выступал на Олимпийских играх, чемпионатах мира и Кубке мира.
На чемпионате мира 2002 года сборная Словакии впервые в истории выиграла золото. Бондра внёс большой вклад в эту победу, став лучшим снайпером турнира. В финале против сборной России (4:3) Бондра забросил две шайбы, включая победную на предпоследней минуте третьего периода с передачи Жигмунда Палффи. Был включён в символическую сборную турнира. На следующем мировом первенстве Бондра вместе с командой завоевал уже бронзовые медали. В восьми матчах чемпионата он набрал пять очков. В матче за третье место забросил победную шайбу в ворота сборной Чехии (4:2).
С 2008 года Бондра работал генеральным менеджером сборной Словакии. В мае 2011-го он покинул свой пост.

## Статистика
| Легенда | Легенда                    | Легенда | Легенда                   | Легенда | Легенда    |
| ------- | -------------------------- | ------- | ------------------------- | ------- | ---------- |
| И       | Количество проведённых игр | Штр     | Штрафное время            | +/−     | Плюс-минус |
| Г       | Голы                       | П       | Голевые передачи          | О       | Очки       |
| -       | Статистика неизвестна      | —       | Статистика не учитывалась |         |            |

### Клубная
- a В «Регулярном сезоне» учитывается статистика игрока совместно с Плей-офф.

## Достижения
| Год  | Команда    | Достижение                               | Достижение |
| ---- | ---------- | ---------------------------------------- | ---------- |
| 1988 | ВСЖ Кошице | Чемпион Чехословакии                     |            |
| 1989 | ВСЖ Кошице | Бронзовый призёр чемпионата Чехословакии |            |
| 1995 | ВСЖ Кошице | Чемпион Словакии                         |            |
| 2002 | Словакия   | Чемпион мира                             |            |
| 2003 | Словакия   | Бронзовый призёр чемпионата мира         |            |

| Год                          | Команда            | Достижение                                     | Достижение |
| ---------------------------- | ------------------ | ---------------------------------------------- | ---------- |
| 1993, 1996, 1997, 1998, 1999 | Вашингтон Кэпиталз | Участник Матча всех звёзд НХЛ (5)              |            |
| 1995, 1998                   | Вашингтон Кэпиталз | Лучший снайпер НХЛ (2)                         |            |
| 2002                         | Словакия           | Попадание в Сборную всех звёзд чемпионата мира |            |
| 2002                         | Словакия           | Лучший снайпер чемпионата мира                 |            |

Другие
| Год              | Достижение                   | Достижение |
| ---------------- | ---------------------------- | ---------- |
| 1998, 2002, 2003 | Лучший хоккеист Словакии (3) |            |
| 2016             | Включён в Зал славы ИИХФ     |            |

## Рекорды

### «Вашингтон Кэпиталз»
- Наибольшее количество голов в меньшинстве в одном сезоне — 6 в сезоне 1994/95 (совместно с Майком Гартнером (1986/87))
- Наибольшее количество голов в меньшинстве — 32
- Наибольшее количество победных голов в одном сезоне — 13 в сезоне 1997/98